# Cacatua negra galta-roja
La cacatua negra galta-roja (Probosciger aterrimus), és un ocell de la família dels cacatuids (Cacatuidae), dins l'ordre dels psitaciformes (Psittaciformes). És una cacatua gran de color negre o gris molt fosc.

## Taxonomia
Aquesta espècie va ser descrita originalment pel naturalista alemany Gmelin, en 1788. El seu nom específic, "aterrimus" és el superlatiu del llatí "ater" (negre) i, per tant, vol dir "molt negre". És classificat com única espècie del gènere Probosciger i de la subfamília dels microglossins (Microglossinae). Constitueix una branca basal dins la família de les cacatues.
Se n'han descrit quatre subespècies:
- P. a. stenolophus (Oort, 1911). Nord-oest de Nova Guinea i l'Illa de Yapen.
- P. a. goliath (Kuhl, 1820). Oest i centre de Nova Guinea i illes properes a l'oest.
- P. a. macgillivrayi (Mathews, 1912). Sud de Nova Guinea i Península del Cap York, Austràlia.
- P. a. aterrimus (Gmelin, 1788). Illes Aru i Misool.

## Morfologia

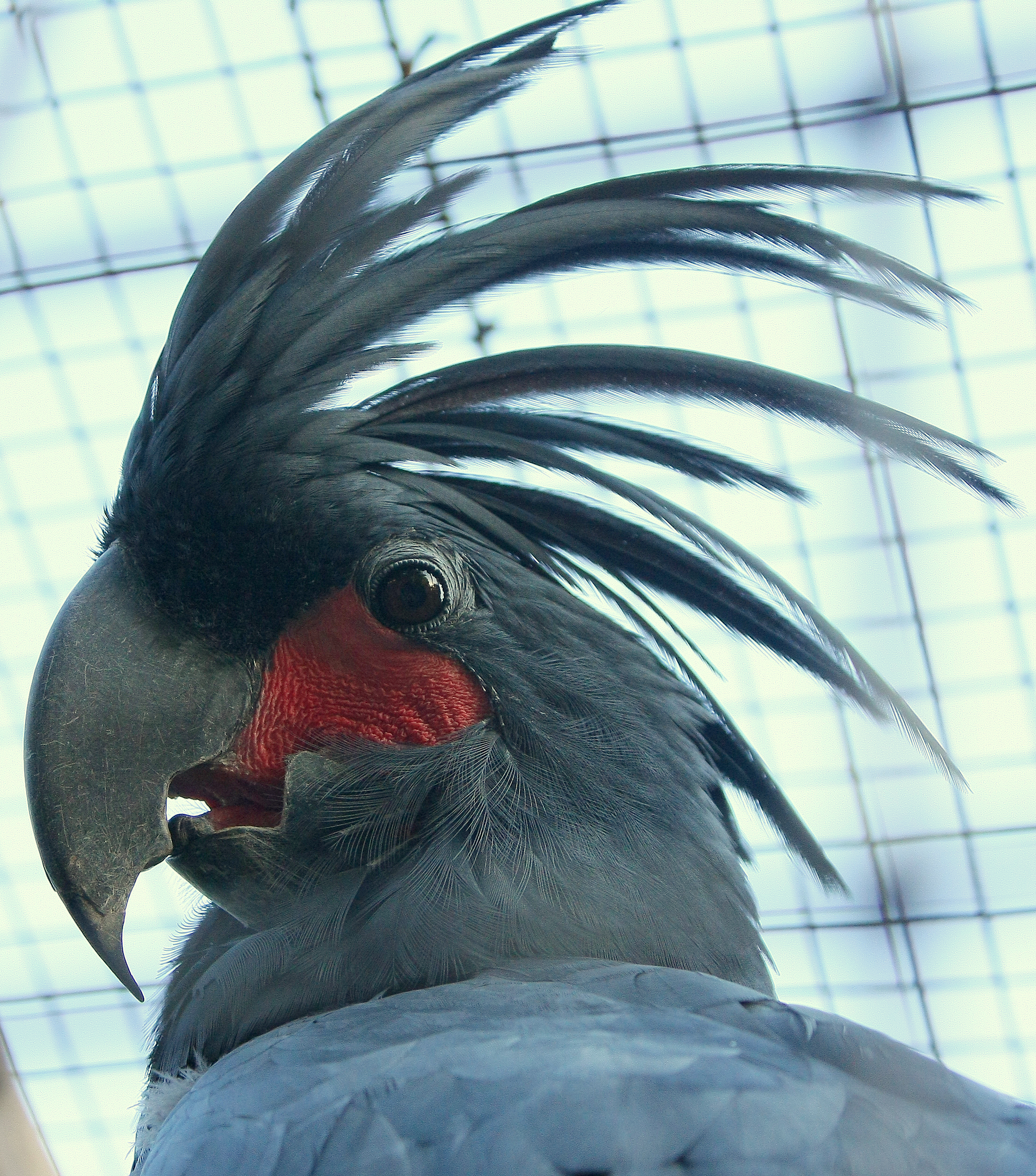
Poderós bec de la Cacatua negra

- Fa 55 - 60 cm de llargària, amb un pes de 910 – 1.200 g.[2]
- És un ocell distintiu amb una gran cresta i una zona vermella a les galtes que canvia de color quan l'ocell està excitat o alarmat.
- Té un dels majors becs de l'ordre dels psitaciformes, ja que únicament és major el del guacamai jacint. Aquest poderós bec no únicamente li permet menjar nous i llavors molt dures, si no també permet als mascles trencar gruixudes pals d'arbres vius (Wood 1984). La mandíbula inferior encaixa dins la mandíbula superior.
- Hi ha fort dimorfisme sexual, ja que la mandíbula superior és menor en les femelles.
- Els immaturs tenen el bec blanc grisenc.

## Alimentació
S'alimenta de llavors, baies, plantes, insectes i llurs larves.

## Distribució i hàbitat
La cacatua negra es distribueix per les selves tropicals i boscos de Nova Guinea i illes properes, i el nord de Queensland, Austràlia.

## Vocalitzacions
La cacatua negra té un repertori vocal ampli i complex, incloent molts xiulits i fins i tot crides que sonen sorprenentment semblant a les humanes.
Hi ha variants en les vocalitzacions a la llarga de l'àrea de distribució de l'espècie. Utilitza una molt peculiar crida, en la que l'ocell (normalment el mascle) colpeja amb un pal sobre els trocs dels arbres morts, produint un fort soroll que hom pot escoltar fins a 100 metres de distància. És per tant, una de les poques espècies d'aus conegudes que fa servir eines

## Reproducció
Aquests ocells ponen només un ou cada dos anys i tenen una de les més baixes taxes d'èxit reproductiu registrada per a qualsevol espècie de lloro. Tenen però una llarga vida fèrtil. Un mascle va criar per primera vegada als 29 anys en el Taronga Zoo, a Sydney, i una femella, al zoològic de Londres, va pondre el seu primer ou als 40 anys, en 1966. El registre de longevitat més llarg confirmat és de 56 anys en el zoològic de Londres en l'any 2000. La longevitat en estat salvatge però, és desconeguda. La cria es realitza dins de forats als arbres.

## Estatus
La cacatua negra és encara relativament comuna al Cap York, però es veu amenaçada per la pèrdua de l'hàbitat, particularment per causa de la mineria de bauxita al voltant de Weipa i alteració del règim d'incendis en altres llocs. A Nova Guinea són caçades. Aquesta espècie té gran demanda per al comerç per causa de la seva aparença inusual. La cacatua negra és considerada en "Risc Mínim" a la Red List de la UICN d'Espècies Amenaçades. És nomenada en l'Apèndix I de CITES.